# 吉本多香美
吉本 多香美（よしもと たかみ、1971年10月13日 - ）は、日本の俳優・タレント。

## 来歴
俳優、黒部進の長女として生まれる。
獨協大学外国語学部フランス語学科卒業。一時期、アテネ・フランセにも通っていた。
大学1年生だった1990年5月、父と一緒に安田信託銀行の新聞広告（朝日新聞）に登場。大学在学中にJR東海『クリスマス・エクスプレス』CM5代目ヒロインに選ばれ、クイズ番組のレポーターを務めるなど、芸能の仕事を始める。在学中はアルバイト感覚で一生の仕事とは考えておらず、卒業後の就職先も決まっていたが、次第に芸能の仕事に未練を感じるようになり、決まっていた就職先も辞退した。ボーナスをもらえる堅い職業に就くことを望み、芸能界入りを強く拒んでいた父からは烈火の如く怒られたという。しかし、母の口添えもあり、芸能界入りを果たすこととなる。
父の黒部は『ウルトラマン』のハヤタ隊員役でおなじみであり、実娘の吉本が『ウルトラマンティガ』のレナ隊員役に選ばれた際は、親子2代にわたるウルトラシリーズ出演で話題を呼んだ。本人は当初、出演依頼が来たときには役柄に魅力を感じず、断ろうと思っていたが（ウルトラマンは子供番組の印象があり、ほとんど興味がなかったため）、黒部がたいそう喜んでくれたので翻意したと語っている。2人は2008年の劇場版『大決戦!超ウルトラ8兄弟』で、レナがハヤタの娘という設定で親子役での共演を果たしている。
結果的に『ウルトラマンティガ』出演が女優としての飛躍の契機となり、以来数多くの映画やテレビドラマで活躍することとなる。知的美人の印象が強かったが、映画『皆月』や『TOKYO NOIR』では妖艶な役どころを演じ、幅広い演技ができることを示した。また『ウルトラマンティガ』第12話やティガの映画版では水着姿を披露している。

## 私生活
- 私生活では2001年にアメリカ人と結婚したが4年ほどで離婚。離婚は公表されていなかったが、2010年元日、高等学校時代に交際していた同い年のパフォーマーアーティストと再婚したことで明らかとなった。再婚時にはすでに妊娠していて[5]、2010年3月15日に男児を出産した。2010年2月9日から3月15日の出産まで約1か月間、愛知県岡崎市に滞在し同市の産婦人科医に通院していた[1][6]。出産前後の様子はブログで公開していた。
- 東日本大震災をきっかけに、沖縄県石垣島に移住した[1][2]。

## 出演

### テレビ

#### NHK総合・教育
- 連続テレビ小説
  - 「あぐり」（1997年） - 岩崎千代子 役
- 金曜時代劇
  - 「お美也」（2002年） - 香蘭女（こうらんめ） 役
  - 「御宿かわせみ」（2004年） - 麻生七重 役
- 理想の生活 - 牧野美帆 役
- ひるどき日本列島（1999年05月17日 - 21日）
- クイズ日本人の質問、新・クイズ日本人の質問（1998年 - 、レギュラー：2000年4月　- 2003年3月）
- 平成11年度NHK全国学校音楽コンクール（1999年10月17日） - 司会
- ワイドスペシャル地球環境 いま私たちにできること（2000年2月11日）
- ときめき!大自然（2002年 - 2004年、年始特番）
- スタジオパークからこんにちは
- 趣味悠々「アルゼンチンタンゴ入門」（教育、2003年4月 - 6月）
- バラエティー生活笑百科（2003年11月29日）
- お昼ですよ!ふれあいホール （2005年2月18日）
- あなたも挑戦!ことばゲーム（2005年3月18日）
- 英語でしゃべらナイト（2005年）複数回
- 生活ほっとモーニング「にっぽん体感こだわり旅」（2006年5月10日）
- クイズ検定試験（2007年1月4日）
- 日曜フォーラム「河童伝説と川づくり」（2007年7月22日）
- アインシュタインの眼 刀一振りに奥義あり〜時代劇を支える殺陣師〜（2008年3月13日）
- 地域発!どうする日本「地球温暖化 地域に何ができるのか」（2008年2月8日）
- 渋谷DEどーも2008（2008年5月3日）
- 土よう親じかん「安全なママチャリ大論争」（2008年5月24日）
- 月刊やさい通信 10月号（2008年10月26日）
- 金とく -ふるさとから、あなたへ-「水中紀行 人と魚の知恵比べ」（2009年）

#### NHK-BSプレミアム/NHK-BS2/NHK-hi
- ファーブル"植物記"への招待（1994年7月25日 - 29日）
- 新・真夜中の王国（1998年4月 - 1999年3月） - 司会
- 渋谷発・たすけあいスペシャル（1998年12月6日）
- デジタル開局記念番組「ミレニアム中継 地中海」（2000年12月1日）
- 夢の美術館〜20世紀アート100選〜（2001年1月3日） - 司会
- BS列車・どーも君号が行く（2001年3月30日）
- 魅惑のタンゴナイト（2001年5月4日） - 司会
- きょうから投票!デジタル・リクエスト 世界映画選手権（2001年10月1日）
- 中国の桃源郷（2001年11月2日）
- BSまるごと大全集「永遠のヒーロー・鉄腕アトム」（2002年3月7日）
- 元気一番 健康道場（2002年4月 -）
- 古地図で旅するヨーロッパ都市物語 2002年07月16日
- 天才画家の肖像 ゴッホとゴーギャン 二人のひまわり（2002年11月20日）
- ハイビジョン超特急 あなたが選ぶこの一本（2003年11月18日 - 21日）
- 女神たちのカフェ
  - 「純愛、しますか?」（2004年2月）
  - 「わたしの結婚の条件」（2004年4月）
- 城 王たちの物語「トルコ・トプカプ宮殿の光と影」（2004年1月7日）
- アートエンターテインメント 迷宮美術館（2004年 - 2007年）複数回
- “愛・地球博”がやってくる 地球だい好き 環境新時代スペシャル（2005年2月26日）
- 名作平積み大作戦（2005年）
- ネクスト 世界の人気番組（2006年）
- ハイビジョン喫茶室「ローマ帝国を語る」（2007年1月8日）
- シリーズ大自然の目撃者 シートン動物記の世界（2007年5月7日 - 9日） - キャスター
- 地球アゴラ （2007年）
- BSフォーラム「新時代の自転車ライフ」（2007年12月30日）
- 夢の潜水艇どーもくん号（2008年8月23日）
- ワイルドライフ「動物カメラマン・免許皆伝!(1)中米コスタリカ 情熱の鳥を追う」(2009年9月21日)
- 発見!体感! 川紀行シリーズ 峡谷を駆ける急流の夏 黒部川紀行 （2015年8月20日）
- こんなステキなにっぽんが「"かいこさま"に感謝して～福島県 伊達市～」（2009年10月16日）

#### 日本テレビ系列
- 知ってるつもり?!
- 東芝25周年記念番組 ヒトは伝える生命だ
- どっちの料理ショー（読売テレビ制作）

#### テレビ朝日系列
- 29歳の憂うつ パラダイスサーティー - 河瀬紘子 役
- はみだし刑事情熱系
- 料理バンザイ!（たまにいくならこんな店）
- 感動!劇的音楽紀行「戦場のピアニスト〜音楽の都・ポーランドの旋律〜」
- はぐれ刑事純情派
- 相棒 2nd Season 第20話（2003年） - 岡村留奈・留美　役
- 霊感バスガイド事件簿 第8話（2004年） - 山根久美子 役
- 旅の香り（2006年） - 父と一緒に米沢温泉の旅へ
- 太閤記〜天下を獲った男・秀吉（2006年） - 濃姫 役
- 土曜ワイド劇場
  - 「西村京太郎トラベルミステリー 能登半島殺人事件」（2001年9月）
  - 「第一級殺人弁護」（2003年6月）
  - 「森村誠一の終着駅シリーズ17 霧笛の余韻」（2004年）
  - 「鉄道捜査官7」（2006年5月）
  - 「犬は見た!」（2008年）
  - 「失踪調査人・港亮介」（ABC制作、2008年11月）

#### TBS系列
- ウルトラマンティガ（MBS制作） - レナ 役
- ウルトラマンダイナ（MBS制作） - レナ小隊長およびマドカ・レナ 役
- まかせてダーリン
- 白い影
- ネバーランド
- 月曜ミステリー劇場「路」
- 奇跡の大逆転!「罪は罪を呼ぶ」
- 王様のブランチ（1996年4月 - 9月）
- 世界ウルルン滞在記（MBS制作）
- 世界・ふしぎ発見! - ミステリーハンターとして7回出演

#### テレビ東京系列
- 恋、した。「スウィートエメラルド」（1997年7月）
- 超古代ミステリー紀行
- KeyNote（2001年4月）
- 火の玉スポーツ列伝!
- 女と愛とミステリー「監察医・篠宮葉月 死体は語る1」（2001年11月） - 志方唯 役
- 刺客請負人 第2シリーズ 第4話（2008年8月） - ゆい 役
- LOVE CYCLE! 秋の京都ツーリング（テレビ大阪制作、2008年10月13日）
- いい旅・夢気分（2009年9月2日）

#### フジテレビ系列
- らせん（1999年） - 相原夏美 役
- リップスティック
- 剣客商売 第5シリーズ 第4話「狐雨」（2004年） - 小枝 役
- グッジョブ!
- ウチくる!?
- ライオンのごきげんよう

### 映画
- 樹の上の草魚（1997年）
- ウルトラシリーズ
  - ウルトラマンティガ&ウルトラマンダイナ 光の星の戦士たち（1998年） - マドカ・レナ 役
  - ウルトラマンティガ THE FINAL ODYSSEY（2000年） - ヤナセ・レナ 役
  - 大決戦!超ウルトラ8兄弟（2008年9月） - レナ 役
  - 劇場版 ウルトラマンX きたぞ!われらのウルトラマン（2016年3月） - 玉城ツカサ 役
- 皆月（1999年）
- Jam Films（2002年）
- 伝説のやくざ ボンノ 烈火の章（2002年）
- TOKYO NOIR（2004年）
- またの日の知華（2004年）

### CM
- アートネイチャー
- 常盤薬品工業「南天のど飴」
- 麒麟麦酒「キリンラガービール」
- 東海旅客鉄道「クリスマス・エクスプレス」CF5代目ヒロイン
- 総務省「STOP THE 不法電波」
- タマノイ酢「はちみつ黒酢」 - CMで父親と初共演
- 富山県「ハッピー子育てキャンペーン」
- 本田技研工業「耕うん機 こまめ・プチな」

### 舞台
- 映画に出たい
- LOVE LETTERS（2001年12月19日）

## 雑誌・コラム
- Saita「子犬でござる」
- 週刊文春「美女図鑑」
- 朝日新聞「地球くらぶ」

## 写真集
- surfacing（カメラ：橋本雅司/1998年）
- DAYLIGHTS（カメラ：沢渡朔/1999年）（竹書房刊、同名ビデオ(VHS)も同時発売）
- くちづけ（カメラ：橋本雅司/2002年）
- walk・a・bout（カメラ：橋本雅司/2005年）